# Rio Adona
O Rio Adona é um rio da Romênia afluente do rio Peţa, localizado no distrito de Bihor.